# Igor Rossi
Igor Rossi Branco, meglio noto come Igor Rossi (Campinas, 10 marzo 1989), è un calciatore brasiliano, difensore svincolato.

## Biografia
È fratello di Raphael Rossi.

## Caratteristiche tecniche
È un difensore centrale.

## Palmarès

### Club

#### Competizioni statali
- Campionato Gaucho: 2

Internacional: 2008, 2009

#### Competizioni internazionali
- Coppa Suruga Bank: 1

Internacional: 2009
- Coppa Libertadores: 1

Internacional: 2010